# YouTube Premium
YouTube Premium (ранее YouTube Red) — платный стриминговый сервис по подписке для YouTube, предоставляющий просмотр видео без рекламы, фоновое воспроизведение на мобильных устройствах или офлайн-воспроизведение.
Был запущен в ноябре 2014 года как Music Key предлагающим только свободный от рекламы просмотр музыкальных клипов и музыки от лейблов на YouTube и Google Play Music. 31 октября 2015 года прошёл ребрендинг в YouTube Red, расширив спектр на все видео. 17 мая 2018 года прошёл ребрендинг в YouTube Premium одновременно с запуском отдельного сервиса YouTube Music. Позже в том же году стало известно, что YouTube планирует сделать часть исходного контента, связанного с услугой, доступной на основе рекламы.
Среди дополнительных возможностей, которые представляет пользователям сервис — доступ к аудиоверсиям роликов, просмотр в фоновом режиме и в режиме офлайн.

## Доступность
По состоянию на 13 марта 2024 года в 102 странах:
- Аргентина
- Австралия
- Австрия
- Азербайджан
- Бахрейн
- Беларусь
- Бельгия
- Боливия
- Босния и Герцеговина
- Бразилия
- Болгария
- Канада
- Чехия
- Чили
- Колумбия
- Коста-Рика
- Хорватия
- Кипр
- Доминиканская Республика
- Эквадор
- Сальвадор
- Эстония
- Дания
- Финляндия
- Франция
- Германия
- Греция
- Гватемала
- Гондурас
- Грузия
- Гонконг
- Венгрия
- Исландия
- Индия
- Индонезия
- Израиль
- Ирландия
- Италия
- Япония
- Ямайка
- Кувейт
- Латвия
- Ливан
- Лихтенштейн
- Литва
- Ливия
- Люксембург
- Малайзия
- Мальта
- Марокко
- Мексика
- Нидерланды
- Новая Зеландия
- Никарагуа
- Нигерия
- Северная Македония
- Норвегия
- Оман
- Панама
- Парагвай
- Перу
- Филиппины
- Португалия
- Польша
- Катар
- Казахстан
- Румыния
- Саудовская Аравия
- Сербия
- Сингапур
- Словакия
- Словения
- ЮАР
- Испания
- Йемен
- Швеция
- Швейцария
- Китайская Республика
- Таиланд
- Танзания
- Турция
- Теркс и Кайкос
- Украина
- Великобритания
- США
- Уругвай
- Уганда
- Венесуэла
- Россия, оплата банковскими картами российских банков невозможна
- Зимбабве